# ایفنپرودیل
ایفنپرودیل (به انگلیسی: Ifenprodil) با فرمول شیمیایی C۲۱H۲۷NO۲ یک ترکیب شیمیایی با شناسه پاب‌کم ۳۶۸۹ است. که جرم مولی آن ۳۲۵٫۴۴۵ g/mol می‌باشد. 